# Ctenoplusia oxygramma
Ctenoplusia oxygramma är en fjärilsart som beskrevs av George Francis Hampson. Ctenoplusia oxygramma ingår i släktet Ctenoplusia och familjen nattflyn. Inga underarter finns listade i Catalogue of Life.

## Bildgalleri

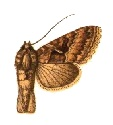